# Nanou Saint-Lèbe
Nanou Saint-Lèbe, née en 1942 à Blajan (Haute-Garonne), dans le piémont pyrénéen, est une femme de lettres française .

## Biographie
Après avoir été institutrice dans le Comminges, puis à Pomps et à Serres-Castet, Nanou Saint-Lèbe se consacre à l'écriture sur ses sujets de prédilection, essentiellement dans le cadre des Pyrénées : la nature, la cuisine et la gastronomie, les femmes dans la conquête des Pyrénées, les chemins de Saint-Jacques-de-Compostelle... Elle collabore régulièrement avec la revue Pyrénées.

## Publications
- L’Ours des Pyrénées, Éditions Loubatières, Toulouse, 1985
- Cuisines pyrénéennes, la saveur des recettes traditionnelles, Éditions Milan, Toulouse, 1992
- Petites chroniques gastronomiques des grands pyrénéistes, de Ramond à Norbert Casteret, Éditions Cairn, Pau 1999
- Cuisines des Pyrénées, 280 recettes traditionnelles, Éditions Sua, Bilbao, 2000
- Cocina de los Pirineos, 280 recetas tradicionales, Éditions Sua, Bilbao, 2000, Premier prix de cuisine locale, couronné par le Gourmand World Cookbook Award 2001.
- Les femmes à la découverte des Pyrénées, Éditions Privat, Toulouse, 2002
- Viajeras por los Pirineos, Siglos XVIII - XIX, Éditions Sua, Bilbao, 2002
- Cantilène du Chemin, Journal de pèlerinage, Éditions Aubéron, Anglet, 2004
- Les Neiges de l'Aneto, roman, Éditions Cairn, Pau, 2005
- Las Nieves del Aneto, novela, Éditions Milenio, Lérida, 2006
- Brèves de Compostelle, Edi cité, Tarbes, 2008
- Maurice Jeannel, carnets de courses, 2012
- Premières féminines dans les Pyrénées, éditions Version originale.